# Icaricia missionensis
Icaricia missionensis är en fjärilsart som beskrevs av Hovanitz 1937. Icaricia missionensis ingår i släktet Icaricia och familjen juvelvingar. Inga underarter finns listade i Catalogue of Life.